# Matt Schnell
Matthew Christopher Schnell (Amory, 15 de janeiro de 1990) é um lutador americano de artes marciais mistas, atualmente competindo no peso mosca do Ultimate Fighting Championship.

## Carreira no MMA

### Ultimate Fighting Championship
Schnell fez sua estreia no UFC contra Rob Font no The Ultimate Fighter: Tournament of Champions Finale e perdeu por nocaute técnico no primeiro round.
Schnell enfrentou Hector Sandoval no UFC Fight Night: Swanson vs. Lobov. Ele perdeu por nocaute técnico no primeiro round.
Schnell em seguida enfrentou Marco Beltran no UFC 216: Ferguson vs. Lee. Ele venceu por decisão unânime.
Schnell enfrentou Naoki Inoue em 23 de junho de 2018 no UFC Fight Night: Cowboy vs. Edwards. Ele venceu por decisão dividida.
Schnell enfrentou Louis Smolka em 9 de março de 2019 no UFC Fight Night: Lewis vs. dos Santos. Ele venceu por finalização no primeiro round.
Schnell enfrentou Jordan Espinosa em 3 de agosto de 2019 no UFC on ESPN: Covington vs. Lawler. Ele venceu por finalização no primeiro round.
Schnell enfrentou Alexandre Pantoja em 21 de dezembro de 2019 no UFC Fight Night: Edgar vs. The Korean Zombie. Ele perdeu por nocaute no primeiro round.

## Cartel no MMA
| Cartel no MMA       |             |            |
| 21 lutas            | 15 vitórias | 6 derrotas |
| Por nocaute         | 2           | 3          |
| Por finalização     | 8           | 1          |
| Por decisão         | 4           | 2          |
| Por desqualificação | 1           | 0          |

| Res.    | Cartel | Oponente                 | Método                            | Evento                                               | Data       | Round | Tempo | Local                   | Notas                                               |
| ------- | ------ | ------------------------ | --------------------------------- | ---------------------------------------------------- | ---------- | ----- | ----- | ----------------------- | --------------------------------------------------- |
| Derrota | 15-6   | Rogério Bontorin         | Decisão (unânime)                 | UFC 262: Oliveira vs. Chandler                       | 15/05/2021 | 3     | 5:00  | Houston, Texas          |                                                     |
| Vitória | 15-5   | Tyson Nam                | Decisão (dividida)                | UFC on ESPN: Chiesa vs. Magny                        | 20/01/2021 | 3     | 5:00  | Abu Dhabi               |                                                     |
| Derrota | 14–5   | Alexandre Pantoja        | Nocaute (socos)                   | UFC Fight Night: Edgar vs. The Korean Zombie         | 21/12/2019 | 1     | 4:17  | Busan                   |                                                     |
| Vitória | 14–4   | Jordan Espinosa          | Finalização (triângulo)           | UFC on ESPN: Covington vs. Lawler                    | 03/08/2019 | 1     | 1:23  | Newark, New Jersey      | Volta aos Moscas; Performance da Noite.             |
| Vitória | 13–4   | Louis Smolka             | Finalização (triângulo)           | UFC Fight Night: Lewis vs. dos Santos                | 09/03/2019 | 1     | 3:18  | Wichita, Kansas         | Estreia nos Galos.                                  |
| Vitória | 12–4   | Naoki Inoue              | Decisão (dividida)                | UFC Fight Night: Cowboy vs. Edwards                  | 23/06/2018 | 3     | 5:00  | Kallang                 |                                                     |
| Vitória | 11–4   | Marco Beltrán            | Decisão (unânime)                 | UFC 216: Ferguson vs. Lee                            | 07/10/2017 | 3     | 5:00  | Las Vegas, Nevada       |                                                     |
| Derrota | 10–4   | Hector Sandoval          | Nocaute (socos)                   | UFC Fight Night: Swanson vs. Lobov                   | 22/04/2017 | 1     | 4:24  | Nashville, Tennessee    | Volta aos Moscas.                                   |
| Derrota | 10–3   | Rob Font                 | Nocaute (joelhada e socos)        | The Ultimate Fighter: Tournament of Champions Finale | 03/12/2016 | 1     | 3:47  | Las Vegas, Nevada       | Estreia nos Galos.                                  |
| Vitória | 10–2   | Klayton Mai              | Finalização (chave de braço)      | Legacy FC 52                                         | 25/03/2016 | 1     | 2:14  | Lake Charles, Louisiana | Ganhou o Cinturão Peso Mosca Interino do Legacy FC. |
| Vitória | 9–2    | Jonathan Martinez        | Desqualificação (joelhada ilegal) | Legacy FC 49                                         | 04/12/2015 | 2     | 2:21  | Bossier City, Louisiana |                                                     |
| Vitória | 8–2    | Vanderlei Carvalho Leite | Nocaute (socos)                   | Legacy FC 42                                         | 26/06/2015 | 1     | 0:19  | Lake Charles, Louisiana |                                                     |
| Vitória | 7–2    | Albert Tapia             | Finalização (chave de braço)      | Legacy FC: Legacy Kickboxing 2                       | 29/05/2015 | 2     | 3:19  | Shreveport, Louisiana   |                                                     |
| Vitória | 6–2    | Chris Myers              | Finalização (guilhotina)          | Caged Warrior Championship 6                         | 21/02/2015 | 1     | 0:17  | Houma, Louisiana        |                                                     |
| Vitória | 5–2    | Thomas Coleman           | Finalização (triângulo invertido) | Summit FC 10                                         | 22/11/2014 | 1     | N/A   | Tupelo, Mississippi     |                                                     |
| Vitória | 4–2    | Latral Perdue            | Nocaute (soco)                    | GFA 27: The Stage                                    | 19/09/2014 | 1     | N/A   | Bossier City, Louisiana |                                                     |
| Derrota | 3–2    | Klayton Mai              | Finalização (guilhotina)          | Legacy FC 32                                         | 20/06/2014 | 2     | 1:24  | Bossier City, Louisiana |                                                     |
| Vitória | 3–1    | Roger Reyes              | Finalização (guilhotina)          | WFC 17: Battle at the Belle                          | 25/01/2014 | 1     | 1:26  | Baton Rouge, Louisiana  |                                                     |
| Derrota | 2–1    | Elias Garcia             | Decisão (majoritária)             | Legacy FC 20                                         | 31/05/2013 | 3     | 5:00  | Corpus Christi, Texas   |                                                     |
| Vitória | 2–0    | Marcus Dupar             | Finalização (chave de braço)      | Legacy FC 15                                         | 16/11/2012 | 1     | 1:06  | Houston, Texas          |                                                     |
| Vitória | 1–0    | Ryan Hollis              | Decisão (dividida)                | Legacy FC 14                                         | 14/09/2012 | 3     | 5:00  | Houston, Texas          | Estreia nos Moscas.                                 |